# Bandit (Rapper)
Bandit, bürgerlich Patrick Mitidieri, (* 1975) ist ein Schweizer Hip-Hop-Künstler aus Glarus. Er ist Teil der Hip-Hop-Formationen Luut & Tüütli und Möchtegang.

## Biografie
Bandit ist in Bilten im Kanton Glarus aufgewachsen. Er ist Gründungsmitglied und Rapper der Hip-Hop-Gruppe Luut & Tüütli, der auch der Rapper Shpoiz (bürgerlich Michel Zweifel) angehört. Am 3. Oktober 2008 veröffentlichte er sein Soloalbum Dr letscht wos git, auf welchem er unter anderem mit Mondo Marcio und Kool Savas zusammenarbeitete, über das Label Nation Music und konnte damit Platz 16 der Schweizer Album-Charts erreichen.
2008 kündigte Mitidieri seine Stelle in einer Auto-Garage, um sich völlig der Musik zu widmen. Am 26. Februar 2010 erschien sein zweites Album Zrugg id Zuäkunft mit Gastbeiträgen von Franky Kubrick und Lou Geniuz über Nation Music.
Bandit gehört, wie viele andere Ostschweizer Hip-Hop-Musiker auch, dem Kollektiv der Bauers an. Er tritt regelmäßig als Freestyle Rapper in Bern auf, unter anderem am Ultimate Battle im Bierhübeli, welches vom Chlyklass-Clan organisiert wird.

## Diskografie
Alben
- 2008: Dr letscht wos git
- 2010: Zrugg id Zuäkunft
- 2014: Für immer

Singles
- 2011: Nöd allei

mit Luut & Tüütli
- 2003: Und überhaupt... (EP)
- 2005: Als chänteds Bärge versetzä

Sonstige
- 2004: Fadeschiinig (Titel gegen Griot)
- 2006: Ich bin ich
- 2014: Mittwuch Nami (mit Möchtegang)
- 2016: Campione (mit Möchtegang)